# Konsu
Koordinaten: 59° 14′ N, 27° 35′ O
Konsu ist ein Dorf (estnisch küla) in der Landgemeinde Alutaguse (bis 2017 Illuka). Es liegt im Kreis Ida-Viru (Ost-Wierland) im Nordosten Estlands.

## Beschreibung
Das Dorf hat 22 Einwohner (Stand 2011). Es liegt 18 Kilometer von der Stadt Jõhvi entfernt.
In Konsu befindet sich das Ferienzentrum Niinsaare am Ufer des gleichnamigen Sees (Niinsaare järv). Es ist nur im Sommer geöffnet. Seine Lage zwischen weitgehend unberührten Wäldern und einer Seenlandschaft zieht zahlreiche Wanderer und Naturtouristen an.